# Wikariat Vila Franca de Xira - Azambuja
Wikariat Vila Franca de Xira - Azambuja − jeden z 17 wikariatów Patriarchatu Lizbony, składający się z 17 parafii:
- Parafia Matki Bożej Oczyszczenia w Alcoentre
- Parafia św. Jana Chrzciciela w Alhandra
- Parafia św. Piotra w Alverca do Ribatejo
- Parafia Matki Bożej Różańcowej w Aveiras de Baixo
- Parafia Matki Bożej Oczyszczenia w Aveiras de Cima
- Parafia Wniebowzięcia Najświętszej Maryi Panny w Azambuja
- Parafia Matki Bożej Oczyszczenia w Cachoeiras
- Parafia św. Marka w Calhandriz
- Parafia św. Bartłomieja w Castanheira do Ribatejo
- Parafia Najświętszego Serca Jezusowego w Forte da Casa
- Parafia św. Piotra w Manique do Intendente
- Parafia Matki Bożej Fatimskiej w Póvoa de Santa Iria
- Parafia św. Jana Chrzciciela w São João dos Montes
- Parafia Łaski Ducha Świętego w Sobralinho
- Parafia Wniebowzięcia Najświętszej Maryi Panny w Vialonga
- Parafia św. Wincentego w Vila Franca de Xira
- Parafia św. Marty w Vila Nova da Rainha